# Spodnji Leskovec
Spodnji Leskovec este o localitate din comuna Videm, Slovenia, cu o populație de 115 locuitori.